# سهم
السهم (الجمع: سُهُوْم، أَسْهُم، سِهَام) هو مقذوف يطلق باستعمال القوس، والقوس والسهم معروفان منذ أكثر من 10,000 سنة وقد استعملا لغرض الصيد والحرب وقد كانا شائعان لدى معظم الثقافات.

## تركيبه
يتكون السهم التقليدي من عود خشبي طويل على رأسه قطعة حادة من حجر الصوان أو المعدن وفي مؤخره ثلاث ريشات موضوعة بشكل يوفر الثبات للسهم عندما ينطلق في الهواء، لكن لم تستخدم هذه الطريقة في بعض المناطق خصوصا بأفريقيا.
أما اليوم فقد ظهرت سهام مصنوعة من الألمنيوم أو ألياف الكربون وتستخدم عادة في رياضة الرماية الأولمبية والصيد.

## انظر أيضأ
- قوس (سلاح)